# Косенко, Пётр Иванович
Пётр Иванович Косенко (17 февраля 1902 года — 22 апреля 1973 года) — советский военачальник, участник Великой Отечественной войны, Герой Советского Союза (31.05.1945). Гвардии генерал-лейтенант артиллерии (11.07.1945).

## Биография
Родился 17 февраля 1902 года в селе Великомихайловка (сейчас Новооскольский район, Белгородская область) в крестьянской семье.
В рядах Красной Армии с 1919 года, участвовал в Гражданской войне. После окончания войны окончил 5-ю Харьковскую артиллерийскую школу и Одесскую командную школу тяжёлой береговой артиллерии в 1924 году. С 1924 по 1932 годы служил командиром огневого взвода, начальником связи батареи, командиром артиллерийского дивизиона. В 1932 году назначен помощником командира 137-го артиллерийского полка. В 1933 году окончил Академические курсы усовершенствования командного состава. В 1934 году его направили учиться в академию. Член ВКП(б) с 1932 года.
Окончил Военную академию РККА имени М. В. Фрунзе в 1938 году. С 1938 года был начальником 1-го (оперативного) отдела Управления начальника артиллерии 1-й Краснознамённой армии Дальневосточного фронта, в 1939 году назначен начальником артиллерии 30-го механизированного корпуса Дальневосточного фронта. В 1941 году окончил курсы усовершенствования высшего комсостава при Академии Генерального штаба РККА.   
В боях Великой Отечественной войны с декабря 1941 года. Воевал заместителем командующего – начальником артиллерии 1-й ударной армии на Западном и Северо-Западном фронтах, участвовал в контрнаступлении советских войск под Москвой. В мае-ноябре 1942 года — командир 1-й истребительно-противотанковой артиллерийской дивизии Воронежского фронта, участник Воронежско-Ворошиловградской оборонительной операции. В 1942 году полковник П. И. Косенко был дважды ранен, последнее ранение — тяжёлое.
После излечения в ноябре 1942 года назначен на должность командующего артиллерией 60-й армии на Воронежском, а затем на Центральном фронтах. Отлично проявил себя в битве на Курской дуге, при форсировании Днепра. Командующий армией И. Д. Черняховский высоко ценил своего главного артиллериста, по его представлениям за год совместной службы Пётр Косенко был награждён тремя боевыми орденами и получил генеральное звание: 5 июля 1943 года ему присвоено воинское звание генерал-майор артиллерии.
С начала 1944 года — командующий артиллерией 5-й ударной армии, в этой должности воевал до конца войны. Сначала армия действовала на 1-м Украинском и на 3-м Украинском фронтах, отличившись в ходе Ясско-Кишинёвской наступательной операции. После её завершения прибыл с армией на центральное направление советско-германского фронта к началу зимы 1944-1945 года.
Проявил себя в Висло-Одерской операции. В начале операции 5-я ударная армия находилась на направлении главного удара фронта, ей предстояло прорывать долговременную оборону противника на Висле. Генерал Косенко возглавил напряжённую работу по скрытной переправе и сосредоточению на плацдарме армейской и приданной артиллерии. Свыше 600 батарей было в его распоряжении, и ни одна из них не была выявлена противником. В свою очередь, грамотная организация артиллерийской разведки позволила в ходе артподготовки нанести сокрушительный удар по врагу. С рассвета 12 января 1945 года артиллеристы генерала Косенко нанесли большие разрушения оборонительным рубежам врага и способствовали их быстрому прорыву. В ходе атаки немецкой обороны выделял крупные силы артиллерии для непрерывного сопровождения атакующей пехоты её огнём и быстрого подавления огневых точек противника.
При выходе армии на оперативный простор обеспечил постоянную артподдержку наступавших войск. При попытках немецких войск нанести контрудары умело маневрировал своими силами, в тяжелой ситуации брал управление огнём на себя. При выходе войск армии на реку Одер сосредоточил силы артиллерии на восточном берегу и надёжно прикрыл мощным артогнем передовые части на плацдармах и переправы через Одер. На Одерском плацдарме вновь продемонстрировал своё умение быстро переправлять и расставлять артиллерию на наиболее опасных рубежах. Хорошо проявил себя, организовав поддержку сильным огнём артиллерии советских частей при штурме города-крепости Кюстрин. Артиллеристы армии под его командованием нанесли серьёзный урон противнику.
Указом Президиума Верховного Совета СССР от 31 мая 1945 года «за образцовое выполнение заданий командования на фронте борьбы с немецкими захватчиками и проявленные при этом отвагу и геройство» генерал-майору Косенко присвоено звание Героя Советского Союза.
Участвовал в Берлинской операции и в штурме Берлина.
После окончания войны продолжил службу в Вооружённых силах СССР. Оставался ещё 2 года на прежней должности, в 1947 году назначен командующим артиллерией 8-й гвардейской армии Группы советских оккупационных войск в Германии. С 1949 года являлся командующим артиллерией Воздушно-десантной армии, с мая 1953 года — начальник артиллерии Воздушно-десантных войск СССР. В июне 1960 года генерал-лейтенант артиллерии П. И. Косенко уволен в запас.
Умер 22 апреля 1973 года в Москве. Похоронен на Химкинском кладбище.

## Награды
- Герой Советского Союза (31.05.1945).[3]
- Два ордена Ленина (21.02.1945, 31.05.1945).
- Три ордена Красного Знамени (19.10.1943, 3.11.1944, 20.06.1949).
- Орден Суворова II степени (17.10.1943).
- Орден Кутузова II степени (6.04.1945).
- Орден Богдана Хмельницкого II степени (13.09.1944).
- Орден Красной Звезды (28.04.1943).
- Медаль «За оборону Москвы».
- Медаль «За взятие Берлина».
- Другие медали СССР.
- Орден Virtuti Militari.
- Медали иностранных государств.

## Память
- В городе Новый Оскол на Аллее Славы установлен бюст П. И. Косенко (2008).